# La luce del giorno
La luce del giorno (Light of Day) è un film del 1987 scritto e diretto da Paul Schrader.

## Trama
Joe e Patti Rasnick sono due fratelli che suonano nella rock band, i Barbusters, a Cleveland, nell'Ohio. Patti è una ragazza madre e ha un rapporto travagliato con la madre Jeannette, una donna profondamente religiosa. Allontanata dai suoi genitori e cercando di fare quadrare il bilancio, Patti decide di tuffarsi a capofitto in uno stile di vita spensierata e rock. Il fratello Joe s'allontana dalla musica rock per fornire una certa stabilità al suo nipotino Benji. 
 Ci vorrà una crisi familiare per riportare a casa Patti e costringerla ad affrontare il pungente passato con la madre.

## Colonna sonora
La colonna sonora del film è stata pubblicata nel 1987. Come singolo, "Light of Day" raggiunse la posizione 33 sul Billboard Hot 100.
1. "Light of Day" (Bruce Springsteen) – The Barbusters
2. "This Means War" (Joan Jett, Bob Halligan, Jr., Kenny Laguna) – The Barbusters
3. "Twist it Off" (Jimmie Vaughan, Kim Wilson, Fran Christina, Preston Hubbard)– The Fabulous Thunderbirds
4. "Cleveland Rocks" (Ian Hunter)  – Ian Hunter
5. "Stay With Me Tonight" (Dave Edmunds, John David) – Dave Edmunds
6. "It's All Coming Down Tonight" (Frankie Miller, Andy Fraser) – The Barbusters
7. "Rude Mood" (Stevie Ray Vaughan) – The Barbusters
8. "Only Lonely" (Jon Bon Jovi, David Bryan) – Bon Jovi
9. "Rabbit's Got the Gun" (Joan Jett, Kenny Laguna) – The Hunzz
10. "You Got No Place to Go" (Michael J. Fox, Alan Mark Poul) – Michael J. Fox
11. "Elegy" (Thomas Newman) - Rick Cox, Chas Smith, Jon C. Clarke & Michael Boddicker